# Сводные братья (фильм, 1957)
«Сводные братья» (яп. 異母兄弟 Ибо-кё:дай) — японский чёрно-белый фильм-драма режиссёра Миёдзи Иэки, вышедший на экран в 1957 году. Фильм поставлен по рассказу Торахико Тамия. На примере жизни одной семьи на протяжении четверти века (1921—1946 гг: конец периода Мэйдзи и первые годы периода Сёва) авторы киноленты разоблачают феодальный характер семейного уклада в предвоенной Японии. Фильм отмечен Главным призом Международного кинофестиваля в Карловых Варах (1958).

## Сюжет
Капитан Хантаро Кидо силой овладевает служанкой Тосиэ. После смерти жены он вынужден для приличия жениться на Тосиэ. С тех пор проходит десять лет, и все эти годы не только Хантаро, но и его сыновья от первой жены, Итиродзё и Годзиро, обращаются с Тосиэ как с прислужницей и издеваются над её собственными детьми — Ёситоси и Томохидэ. Проходит ещё десять лет. Итиродзё и Годзиро, окончив военное училище, отправляются на фронт. На фронт ушёл и Ёситоси, ставший военным моряком. Томохидэ учится в четвёртом классе гимназии. Отец постоянно попрекает его слабостью и болезненностью и считает его позором семьи. Томохидэ и молоденькая служанка Хару полюбили друг друга. Заметив их любовь, Хантаро проклинает сына, а Хару отправляет домой в деревню, где её продают в публичный дом. Узнав об этом, Томохидэ уходит из дома. Война закончилась. Все трое сыновей, ушедшие на фронт, нашли там свою смерть. Хантаро пьёт запоем, пропивая всё имущество семьи. Возвращается после долгих скитаний Томохидэ. Тосиэ ликует от радости. Но Хантаро, как и прежде, холоден к своему сыну. Впервые за все долгие годы в Тосиэ просыпается горячий гнев. «Я больше не служанка!» — кричит она.

## В ролях
- Рэнтаро Микуни — Хантаро Кидо
- Кинуё Танака — Тосиэ, вторая жена Хантаро
- Сёити Нисида — Итиродзё, старший сын Хантаро (от первого брака с Цутой)
- Кодзи Намиэ — Итиродзё в детстве
- Масаюки Эндо — Итиродзё в подростковом возрасте
- Хироси Кондо — Годзиро, второй сын Хантаро (от первого брака с Цутой)
- Хироси Касугай — Годзиро в детстве
- Ёсио Отомо — Годзиро в подростковом возрасте
- Кодзи Намбара — Ёситоси, третий сын Хантаро (от второго брака с Тосиэ)
- Ёсихидэ Морисита — Ёситоси в детстве
- Кацуо Накамура — Томохидэ, четвёртый сын Хантаро (от второго брака с Тосиэ)
- Тацуя Гасюин — Ёси, клерк в магазине
- Хидзуру Такатихо — Хару, возлюбленная Томохидэ
- Тёко Иида — Масу
- Яэко Тосима — Цута, первая жена Хантаро
- Тон Симада — Ота
- Накадзиро Томита — Сагами
- Кёдзи Оота — учитель начальной школы
- Томоо Нагаи — командир полка
- Сохати Утикоси — инструктор
- Ясуси Мидзумура — сержант
- Такаси Суэ — клиент

## Премьеры
- — национальная премьера фильма состоялась 25 июня 1957 года[1].
- — европейская премьера фильма прошла в июле 1958 года в Чехословакии в рамках конкурсного показа фильма на XI Международном кинофестивале в Карловых Варах[2].
- — фильм демонстрировался в советском прокате с августа 1958 года[комм. 1][3][4].

## Награды и номинации
- XI Международный кинофестиваль в Карловых Варах (1958)[2]

- Главный приз (ex aequo — «Тихий Дон», СССР, реж. Сергей Герасимов).

- Кинопремия «Майнити» (1958)[5].

- 12-я церемония награждения (за 1957 год)

- Премия лучшей актрисе второго плана — Кинуё Танака (ex aequo: «На этой земле» и «Гейша в старом городе»).
- Премия за лучший сценарий — Ёсиката Ёда (ex aequo: «Осакская история»).

- Премия журнала «Кинэма Дзюмпо» (1958)

- Фильм выдвигался на премию «Кинэма Дзюмпо» в номинации за лучший фильм 1957 года, по результатам голосования занял 9-е место.

## Комментарии
1. ↑  В советском прокате фильм демонстрировался с августа 1958 года — опубликовано: журнал для работников кинопроката «Новые фильмы», 1958. Выпуск 3: Ориентировочный план выпуска новых художественных фильмов в 3 квартале 1958 года.